# ジョージ・ベンジャミン
サー・ジョージ・ベンジャミン（George Benjamin, 1960年1月31日 - ）は、英国の作曲家・指揮者・ピアニスト・大学教授。

## 略歴
1960年、ロンドン生まれ。早熟の神童として知られ、1970年代後半にパリ音楽院に留学、オリヴィエ・メシアンの愛弟子として評判になる。後にピエール・ブーレーズに認められ、IRCAMと協力体制を築き上げた。「ピアノ・ソナタ」は自作自演でレコーディングし、ピアノの相当な腕前も披露している。
1980年代から厖大な量の委嘱作品をこなし、「予告無き時 Sudden Time 」や「3つのインヴェンション Three Inventions 」などの管弦楽曲のほか、アンサンブルと電子楽器のための「アンターラ Antara 」を作曲した。
帰国後にケンブリッジ大学キングス・カレッジで音楽を専攻し、アレクサンダー・ゲールに師事。わずか20代にして、驚くほどの成熟ぶりと自信あふれる表現力によって名を揚げる。プロムスで初演された「平らな地平線に囲まれて Ringed by the Flat Horizon」は、まだ在学中の作品で、プロムスで上演された作曲家の最年少記録を作った。
現在はロンドンに住んで定期的にロンドン・シンフォニエッタを指揮している。王立音楽大学で教壇に立つかたわら、現在はキングス・カレッジ・ロンドンでも教鞭を執っている。1990年代よりたびたび来日して自作の上演に立ち会うかたわら、都内の大学でワークショップを開いてきた。2003年には武満徹作曲賞の審査員も務めている。
2010年に大英帝国勲章のコマンダー(CBE)を受章し、2017年にはナイトの称号を授与された。2015年にはフランスの芸術文化勲章コマンドゥール、2019年にはヴェネツィア・ビエンナーレの金獅子賞を受章した。2023年エルンスト・フォン・ジーメンス音楽賞受賞。

## 日本人の学生
弟子に藤倉大がいる。